# Xoriguer australià
El xoriguer australià (Falco cenchroides) és un ocell rapinyaire de la família dels falcònids (Falconidae) que habita planures, terres de conreu i pobles d'Australàsia, en Austràlia, Tasmània, illa de Lord Howe, centre de Nova Guinea, illes Aru i Christmas. El seu estat de conservació es considera de risc mínim.